# Marleen Jochems
Marleen Jochems (Baarn, 24 de janeiro de 2000) é uma jogadora de hóquei sobre a grama neerlandesa.

## Carreira
Jochems atua como meio-campista no SCHC. Por causa de uma lesão, ela não pôde participar com os juniores holandeses na Copa do Mundo da África do Sul, no final de 2021. No entanto, esta Copa do Mundo foi adiada para 2022 devido à pandemia de COVID-19, então Jochems ainda foi convocada. Ela alcançou o primeiro lugar junto com os juniores holandeses.
Nos Jogos Olímpicos de Verão de 2024, em Paris, conquistou a medalha de ouro no torneio feminino do hóquei sobre a grama, após vencer a final contra a equipe chinesa por pênaltis.